# Polleur
Polleur is een dorp in de Belgische provincie Luik en een deelgemeente van de gemeente Theux. Tot 1 januari 1977 was het een zelfstandige gemeente. Het dorp ligt fraai in de vallei van de Hoëgne. Polleur behoorde vroeger tot het graafschap Franchimont.

## Demografische ontwikkeling
- Bronnen:NIS, Opm:1831 tot en met 1970=volkstellingen, 1976= inwoneraantal op 31 december

## Bezienswaardigheden
- Kasteelhoeve van Fays uit de 17e eeuw.
- Gotische kerkje met een opvallende gedraaide klokkentoren.

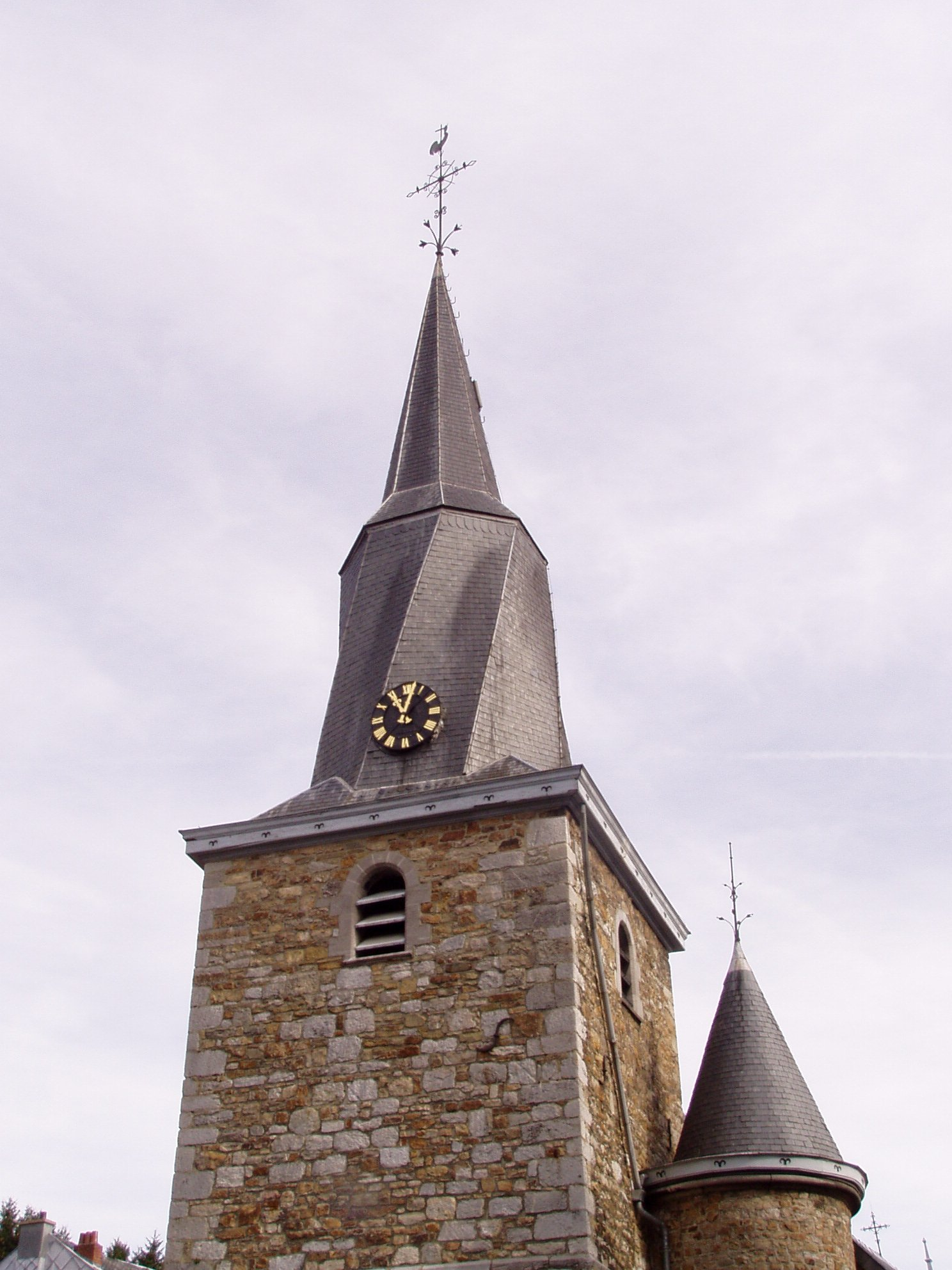
De gedraaide toren van de Saint-Jacques

Deelgemeenten: La Reid · Polleur · Theux

Overige plaatsen: Becco · Bronromme · Desnié · Fays · Hestroumont · Hodbomont · Jehanster · Jehoster · Jevoumont · Juslenville · Marché · Mont · Oneux · Pouillou-Fourneau · Raborive · Rondehaie · Sassor · Sasserotte · Spixhe · Tancrémont (deels) · Vert-Buisson · Winamplanche

Belgische gemeenten · arrondissement Verviers · provincie Luik · Wallonië